# 罗讷河畔圣日耳曼
罗讷河畔圣日耳曼（法語：Saint-Germain-sur-Rhône，法語發音：[sɛ̃ ʒɛʁmɛ̃ syʁ ʁon]）是法国上萨瓦省的一个市镇，位于该省西部，罗讷河左岸，隔河与安省接壤，属于圣于连昂热讷瓦区。

## 地理
罗讷河畔圣日耳曼（46°4'0"N, 5°48'52"E）面积7.85 平方千米，位于法国奥弗涅-罗讷-阿尔卑斯大区上萨瓦省，该省份为法国东部省份，历史上为薩伏依的一部分，北与瑞士接壤，西接安省，南至萨瓦省，东与瑞士和意大利接壤。
与罗讷河畔圣日耳曼接壤的市镇（或旧市镇、城区）包括：比利亚、安茹-热尼西亚、谢讷昂瑟米讷、埃卢瓦斯、瓦尔瑟罗讷。
罗讷河畔圣日耳曼的时区为UTC+01:00、UTC+02:00（夏令时）。

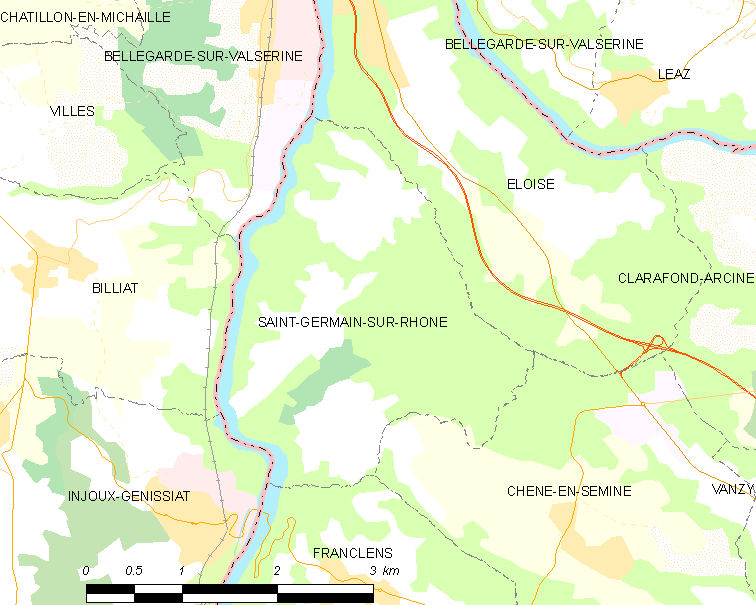
罗讷河畔圣日耳曼的OSM定位图

## 行政
罗讷河畔圣日耳曼的邮政编码为74910，INSEE市镇编码为74235。

## 政治
罗讷河畔圣日耳曼所属的省级选区为圣于连昂热讷瓦县。

## 交通
上萨瓦省省道D168线经过罗讷河畔圣日耳曼境内。

## 人口

1962-2008年间罗讷河畔圣日耳曼人口变化图示

罗讷河畔圣日耳曼于2022年1月1日时的人口数量为644人。